# کروا ده فر
کروا ده فر (به لاتین: Croix de Fer) یک کوه در سوئیس است که در کانتون وله واقع شده‌است. کروا ده فر ۲٬۳۴۳ متر بالاتر از سطح دریا واقع شده‌است.